# アメリカロウバイ
アメリカロウバイ（学名: Calycanthus floridus var. glaucus）は、ロウバイ科のクロバナロウバイに分類される変種の1つである。独立種（Calycanthus fertilis）として扱われたこともある。小枝や葉柄、葉の裏面がほとんど無毛である点、花の香りが弱い点で基変種のニオイロウバイ（Calycanthus floridus var. floridus）と区別される。北米東部に分布する。

## 概要
高さ0.5–3.5メートル (m) ほどの落葉低木（図2）。小枝は無毛または毛が散生する。葉は対生し、葉身は卵形から長楕円形で長さ5–15センチメートル (cm)、葉柄および葉裏（背軸面）は無毛または毛が散生する。

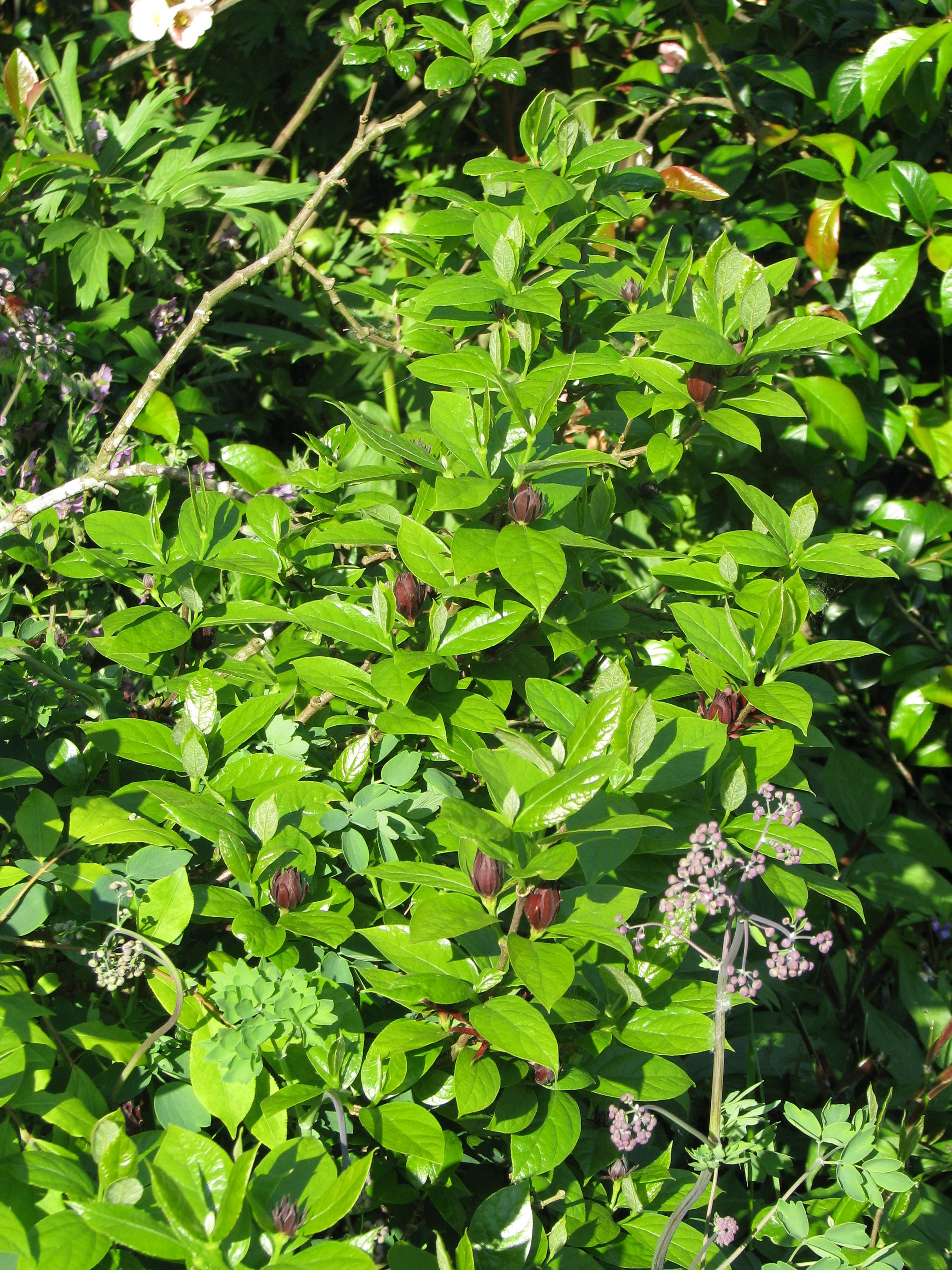
2. 植物体

花期は晩春（日本では5–6月）、花はらせん状についた多数の赤褐色の花被片からなり、直径 3–4 cm（図1, 3a）。花の香りが弱い。果実は痩果、5–17個の痩果が発達した花托に包まれて長さ 5–7 cm の集合果となる（図3b）。

## 分布
北米東部の標高 0-1,850 m、落葉樹林から混合樹林の林縁などに生育する。

## 人間との関わり
チェロキー族は、アメリカロウバイを生薬として利用していた。

## 分類
独立種（Calycanthus fertilis）として扱われたこともあるが、2024年現在ではふつうクロバナロウバイの変種（Calycanthus floridus var. glaucus）として扱われることが多い。和名の「クロバナロウバイ」は、本変種を意味することもある。
小枝や葉柄、葉の裏面が無毛または毛が散生している点、花の香りが弱い点で基変種のニオイロウバイ（Calycanthus floridus var. floridus）と区別される。ただし、これらの形質は変異も大きく、両変種の区別は必ずしも明瞭ではない。